# Jodina
Jodina es un género con una especies de plantas de flores perteneciente a la familia Santalaceae. 

## Especies seleccionadas
- Jodina bonariensis
- Jodina rhombifolia

## Sinónimo
- Iodina